# 霍萨贝特图
霍萨贝特图（Hosabettu），是印度喀拉拉邦Kasaragod县的一个城镇。总人口5916（2001年）。

## 人口
该地2001年总人口5916人，其中男性2913人，女性3003人；0—6岁人口796人，其中男451人，女345人；识字率74.09%，其中男性为77.93%，女性为70.36%。